# کوبنده‌دندان
کوبنده‌دندان(نام علمی: Coccodus) نام یک سرده از تیره کوبنده‌دندانان است.